# 新西兰工人共产主义联盟
新西兰工人共产主义联盟（英語：Workers' Communist League of New Zealand，缩写为WCL）是新西兰历史上的一个共产主义政党。1970年，新西兰共产党惠灵顿支部成员被该党集体开除出党，遂另行组建“惠灵顿马列主义组织”；1980年1月，惠灵顿马列主义组织与“北方共产主义组织”合并为新西兰工人共产主义联盟。在中阿决裂期间，新西兰共产党向阿尔巴尼亚劳动党靠拢，新西兰工人共产主义联盟则继续追随中国共产党。在1980年代，该党是新西兰第二大马克思主义组织，仅次于亲苏联的新西兰社会主义统一党。虽然规模相对较小，但该党在各种社会运动中发挥了关键作用。该党因其在反对南非国家橄榄球队巡回赛的抗议运动中的作用而受到关注。该党是一个地下党派，其成员主要是知识分子和学生，在失业者和产业工人中也有一定影响力，尤其是在惠灵顿周边地区。1980年代期间，该党背离列宁主义正统，开始接受女性主义和毛利人自决。1989年，该党约有50名成员。该党的刊物《团结》的最后一期出版于1990年3月16日，此后由于财务困难而停刊，1990年1月，该党举行第七次代表大会，决定改组为“左翼潮流”，不再信仰社会主义和共产主义。左翼潮流维持大约一年后，便停止活动。